# Joy Rieger
Pour les articles homonymes, voir Rieger.
Joy Rieger (en hébreu : ג'וי ריגר), née le 3 mars 1994 à Herzliya (Israël), est une actrice israélienne.
Elle a remporté le Prix de l'Académie israélienne de la télévision 2017 de la meilleure actrice dans une série pour enfants et adolescents.

## Nominations et prix obtenus
| dormir | Film        | Prix                                                 | Catégorie                                                    | Résultat | Référence |
| ------ | ----------- | ---------------------------------------------------- | ------------------------------------------------------------ | -------- | --------- |
| 2017   | Oboy        | Prix de l'Académie israélienne de la télévision      | Meilleure actrice dans une série pour enfants et adolescents | Lauréat  | [ 1 ]     |
| 2018   | Vierges     | Festival du film de Tribeca 2018                     | Meilleure actrice dans un film étranger                      | Lauréat  |           |
| 2023   | Don't watch | Festival International du Film Fantastique de Menton | Meilleur actrice pour le film "Don't watch"                  | Lauréat  |           |

## Récompenses et distinctions
- (en) Joy Rieger: Awards, sur l'Internet Movie Database